# Corwin Hansch
Corwin Hansch (* 6. Oktober 1918 in Kenmare (North Dakota); † 8. Mai 2011 in Claremont (Kalifornien)) war ein US-amerikanischer Chemiker (Organische Chemie). Er war Professor am Pomona College und gilt als einer der Begründer der Quantitative Struktur-Wirkungs-Beziehung (QSAR).

## Leben und Werk
Hansch studierte an der University of Illinois, Chicago, mit dem Bachelor-Abschluss 1940 und wurde 1944 an der New York University promoviert. Danach arbeitete er im Manhattan Project an der Universität Chicago und bei DuPont, bei denen er auch kurz Forschungschemiker war. 1946 ging er an das Pomona College, wo er Professor wurde.
Er war Gastwissenschaftler an der ETH Zürich und der Ludwig-Maximilians-Universität München. Er hatte eine Ehrenprofessur an der Universität Peking.
Er gilt mit Arbeiten Anfang der 1960er Jahre als Begründer der QSAR, der Korrelation biologischer Aktivität mit chemischer Struktur (oft einfach Hansch-Gleichungen oder Hansch-Analyse genannt), mit vielen Anwendungen im computergestützten Entwurf von Medikamenten. Von ihm stammen über 300 Publikationen.
Er war Guggenheim Fellow, erhielt 1975 den Tolman Award und 1999 den ACS Award for Computers in Chemical and Pharmaceutical Research und war Mitglied der Royal Society of Chemistry. Er wurde in die Hall of Fame für Chemische Physik der American Chemical Society aufgenommen.

## Schriften
- C. Hansch, P. P. Maloney, T. Fujita, R. M. Muir: Correlation of Biological Activity of Phenoxyacetic Acids with Hammett Substituent Constants and Partition Coefficients. In: Nature. Band 194, Nr. 4824, April 1962, S. 178–180, doi:10.1038/194178b0.
- Corwin Hansch, Robert M. Muir, Toshio Fujita, Peyton P. Maloney, Fred Geiger, Margaret Streich: The Correlation of Biological Activity of Plant Growth Regulators and Chloromycetin Derivatives with Hammett Constants and Partition Coefficients. In: Journal of the American Chemical Society. Band 85, Nr. 18, September 1963, S. 2817–2824, doi:10.1021/ja00901a033.